# Romeldange
Romeldange is een verlaten dorp in de Belgische gemeente Fauvillers in de provincie Luxemburg. Het bestaat slechts uit de voormalige pastorie en een chalet, die niet permanent bewoond worden.
Het spookdorp, dat wordt aangeduid met een officieel plaatsnaambord, is gelegen in een diepe vallei aan de Sûre en is bereikbaar vanuit Tintange via een ongeplaveide weg (GR 5), waarvan het laatste deel slechts te voet begaanbaar is.

## Geschiedenis
Sinds de vroege Middeleeuwen vormde Romeldange de zetel van een parochie, tot deze in 1781 werd verplaatst naar Tintange. Op de Ferrariskaart uit de jaren 1770 is de plaats weergegeven als het dorp Romeldingen, met enkel huizen en een kerk.
In 1785 is de kerk afgebroken. 
In 1981 is er op de plaats van de afgebroken kerk een gedenkteken opgericht.
Deelgemeenten: Fauvillers · Hollange · Tintange

Overige dorpen: Bodange · Burnon · Honville · Hotte · Malmaison · Menufontaine · Sainlez · Strainchamps · Warnach · Wisembach

Belgische gemeenten · Arrondissement Bastenaken · Luxemburg · Wallonië